# Helnæs
Helnæs est une péninsule du Danemark située à l’ouest de l’île de Fionie, dans le Petit Belt. Elle est reliée à Agernæs et à l’ouest de la Fionie par un isthme étroit long de 2,8 km, le Langøre. Helnæs est situé sur la côte ouest, à environ 20 km au sud de la ville d’Assens, et fait partie de la municipalité d’Assens.

## Colonisation
Helnæs est habitée depuis l’âge de la pierre et est donc riche en sites préhistoriques, comme les dolmens sur les collines au sud de Maden et à Helnæsskov. Le nom apparaît pour la première fois par écrit en 1231 sous la forme Hælghænæs, ce qui signifie « promontoire sacré ».
Helnæs By, au centre de l’île, est le seul endroit habité de la péninsule. La région possède plusieurs manoirs (Wedellsborg, le château de Krengerup, Brahesborg et le château de Hagenskov).

## Nature et paysage
L’altitude la plus élevée de la péninsule est de 30 m. Il y a trois réserves naturelles : Bobakkerne, Helnæs Made et Feddet. Bobakkerne est située à l’extrême nord sous la forme d’une grande forêt directement derrière la digue. À l’ouest de Helnæs By se trouve Helnæs Made, une grande plage et une prairie avec des échassiers, des oiseaux de proie et des orchidées,. Elle a été créée à partir d’une baie envasée, dont il restait un lac qui n’a été recréé qu’en 1997. Sur le côté est de Helnæs By se trouvent des zones forestières riches en vie animale.

## Économie et tourisme
Il y a un magasin d’antiquités et plusieurs galeries d'art sur la péninsule. À Ebberup, à 14 km de Helnæs By, se trouve Hviids Garten, un grand jardin d’inspiration japonaise avec un lac, des arrangements de pierres, des sculptures en granit et des bonsaïs. Il y a aussi le château médiéval de Hagenskov,. À Linde Hoved se trouve le phare d'Helnæs de section carrée, haut de 28 m.
Le quartier de Feddet possède une belle plage. La péninsule est également une destination de vacances populaire pour les pêcheurs.
Helnæs a été élu village de l’année dans la municipalité d’Assens en 2010.

## Galerie

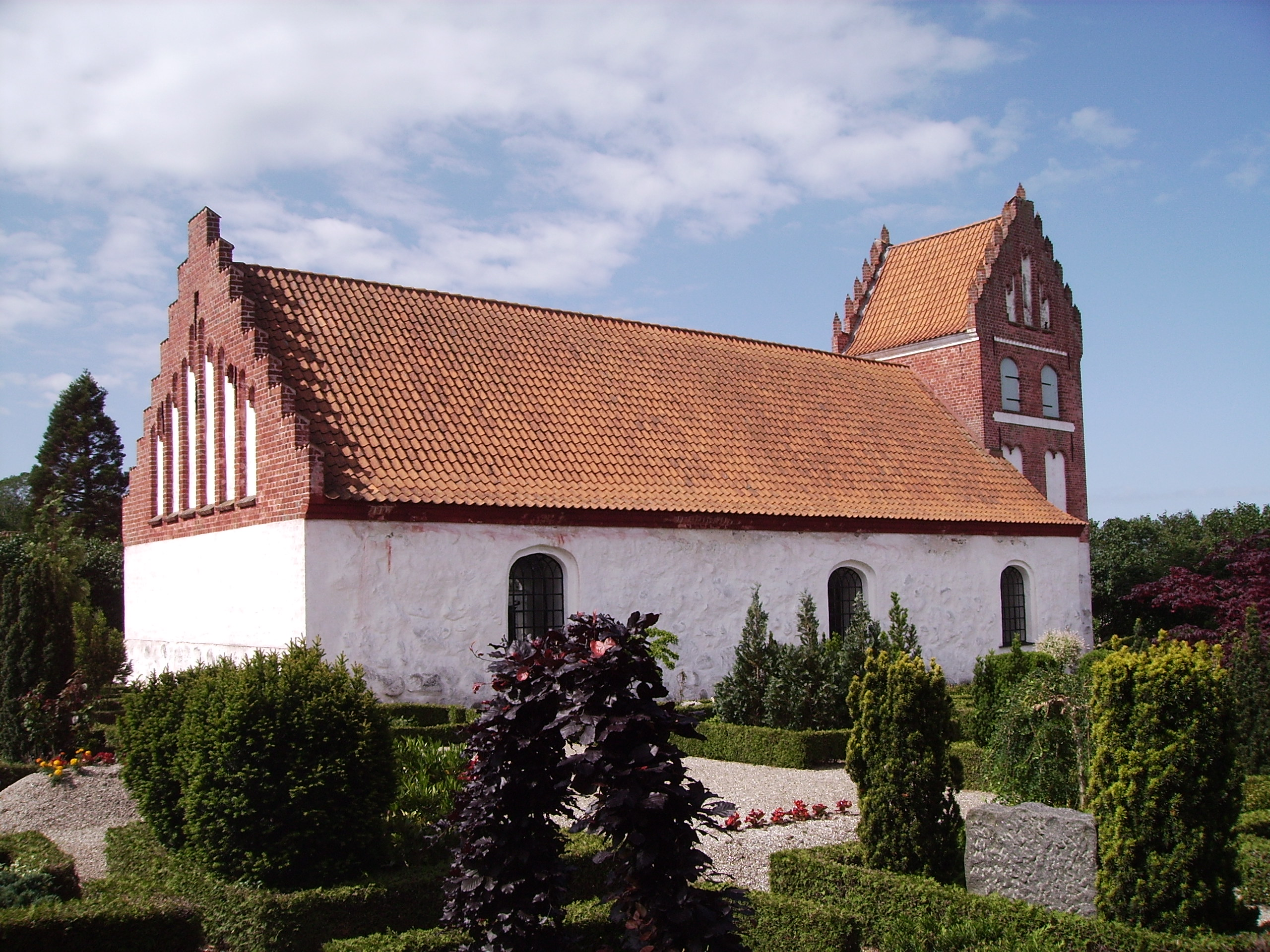
Église dans le chef-lieu
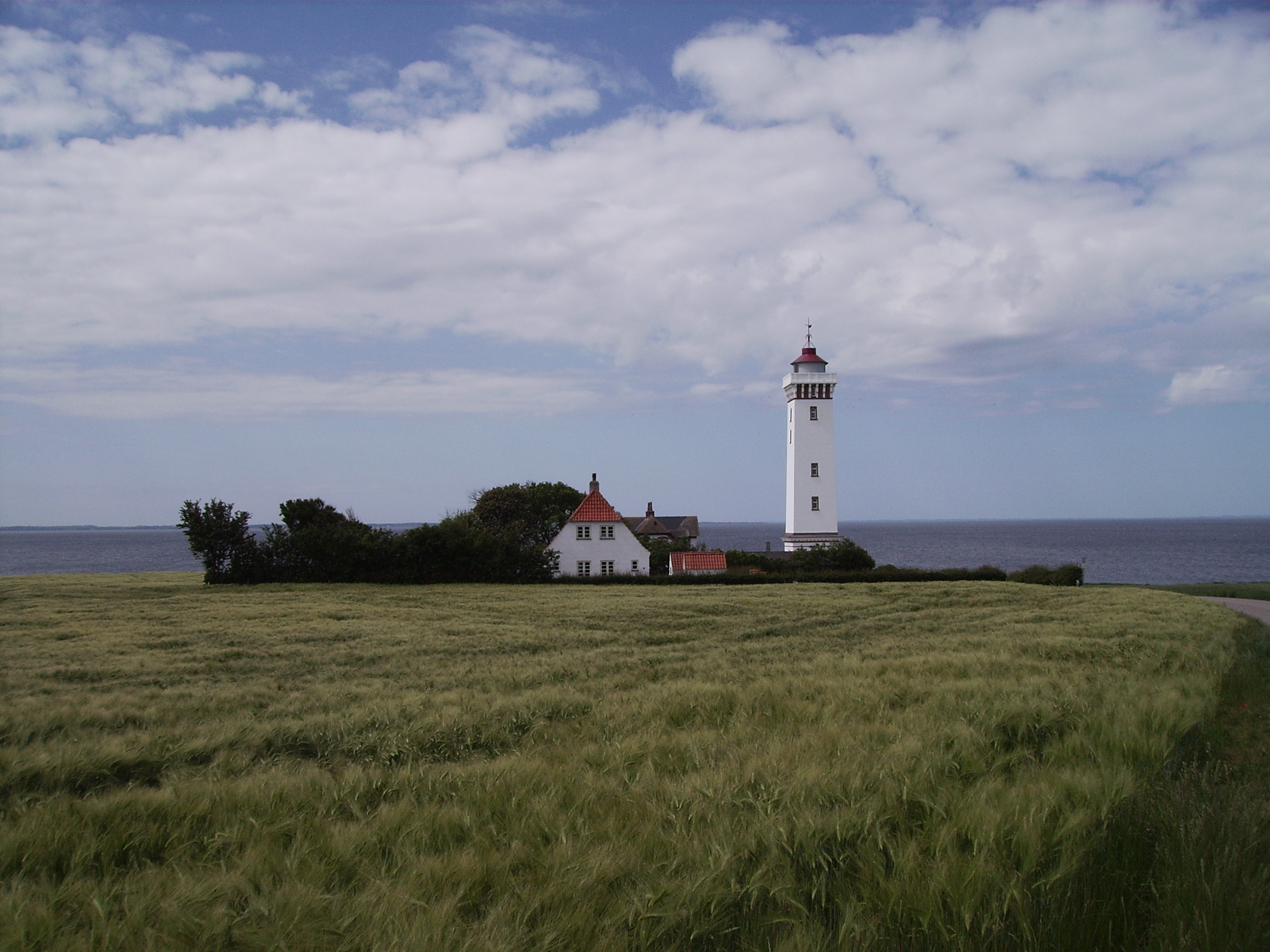
Phare d'Helnæs
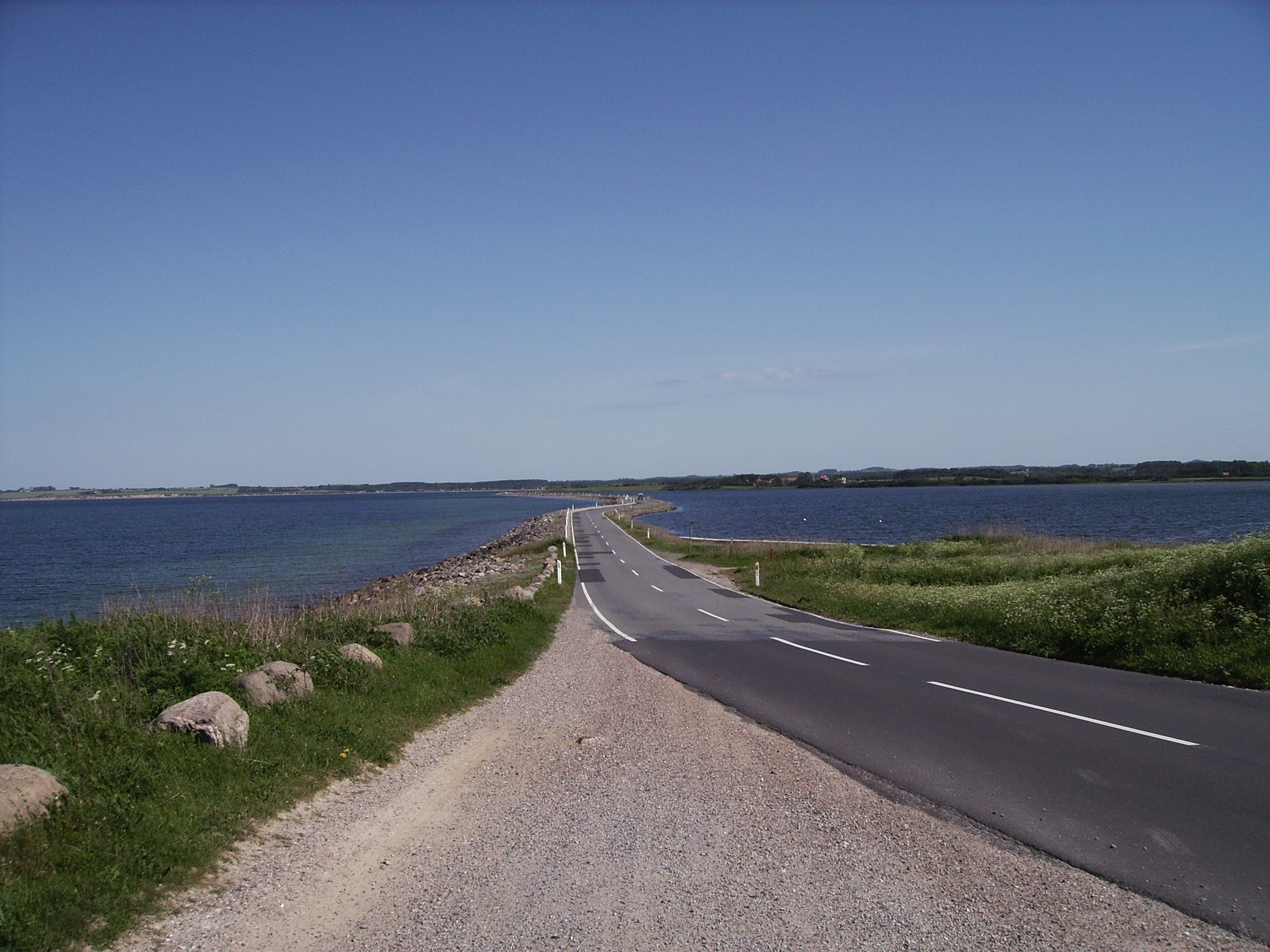
Le barrage de Helnæs à Fionie